# انظر كيف يركضون (فلم 2022)
انظر كيف يركضون (بالإنجليزية: See How They Run) هو فيلم كوميدي أمريكي - بريطاني لعام 2022، من إخراج توم جورج، وسيناريو مارك تشابل، وإنتاج داميان جونز وجينا كارتر، الفيلم من بطولة سام روكويل، وسيرشا رونان، وأدريان برودي، وروث ويلسون، وريس شيرسمث، وهاريس ديكنسون، وديفيد أويلو.

## طاقم التمثيل
- سام روكويل كمفتش ستوبارد [3]
- سيرشا رونان في دور شرطي ستوكر [3]
- أدريان برودي في دور ليو كوبيرنيك [5]
- روث ويلسون في دور بيتولا سبنسر [6]
- ريس شيرسميث بدور جون وولف [7]
- هاريس ديكنسون في دور ريتشارد أتينبورو [8]
- ديفيد أويلو في دور ميرفين كوكر نوريس [3]
- تشارلي كوبر في دور دينيس ذي آشر [8]
- شيرلي هندرسون بدور دام [8]
- بيبا بينيت وارنر في دور آن سافيل [9]
- بيرل شاندا بدور شيلا سيم [8]
- بول شهيدي بدور فيلوز [8]
- سيان كليفورد في دور إيدانا رومني [8]
- جاكوب فورتشن لويد بدور غيو [8]
- لوسيان مساماتي في دور ماكس مالوان [10]
- تيم كي في دور المفوض هارولد سكوت [11]

## الإنتاج
تم الإعلان عن الفيلم في نوفمبر 2020 كفيلم غامض بدون عنوان من قبل شركة الإنتاج فوكس سيرش لايت بيكتشرز، أكتمل تصوير الفيلم بحلول أبريل 2021. وتم الكشف عن عنوانه في يوليو 2021.

## روابط خارجية
- انظر كيف يركضون على موقع IMDb (الإنجليزية)
- انظر كيف يركضون على موقع ميتاكريتيك (الإنجليزية)
- انظر كيف يركضون على موقع روتن توميتوز (الإنجليزية)
- انظر كيف يركضون على موقع ألو سيني (الفرنسية)
- انظر كيف يركضون على موقع أول موفي (الإنجليزية)
- انظر كيف يركضون على موقع فيلمافينيتي (الإسبانية)
- انظر كيف يركضون على موقع قاعدة بيانات الأفلام السويدية (السويدية)
- انظر كيف يركضون على موقع قاعدة بيانات الفيلم (الإنجليزية)
- انظر كيف يركضون على موقع ليتربوكسد (الإنجليزية)
- انظر كيف يركضون على موقع كينوبويسك (الروسية)